# 建部政民
建部 政民（たけべ まさたみ）は、江戸時代中期の大名。播磨国林田藩の第5代藩主。官位は従五位下・丹波守。

## 略歴
第4代藩主・建部政周の長男として誕生した。幼名は久米之助。内膳。初名は政就。
享保17年（1732年）9月23日、父の隠居により跡を継ぐ。同年12月16日、叙任する。
宝暦12年（1762年）6月24日、長男の長教に家督を譲って隠居し、安永8年（1779年）8月18日に82歳で死去した。墓所は京都市北区紫野の大徳寺芳春院。

## 系譜
- 父：建部政周（1674年 - 1757年）
- 母：建部光成の養女 - 河野通房の娘
- 正室：板倉重同の娘
  - 長男：建部長教（1724年 - 1764年）
  - 四男：建部政賢（1747年 - 1818年） - 建部長教の養子
- 生母不明の子女
  - 女子：米津政崇正室 - のち秋田季道正室
  - 女子：板倉勝該正室
  - 女子：本多政寛正室
  - 女子：本多紀智正室
  - 女子：大嶋義勝室